# ۲-کلروفنول
۲-کلروفنول (به انگلیسی: 2-Chlorophenol) با فرمول شیمیایی C۶H۵ClO یک ترکیب شیمیایی است. که جرم مولی آن ۱۲۸٫۵۶ g/mol می‌باشد. شکل ظاهری این ترکیب، مایع زرد است.